# Prčevo
Përçevë en albanais et Prčevo en serbe latin (en serbe cyrillique : Прчево) est une localité du Kosovo située dans la commune/municipalité de Klinë/Klina et dans le district de Pejë/Peć. Selon le recensement kosovar de 2011, elle compte 1 005 habitants, dont une majorité d'Albanais.
Le village est également connu sous le nom albanais de Përqevë.

## Histoire
Sur le territoire du village se trouve un tumulus illyrien proposé pour une inscription sur la liste des monuments culturels du Kosovo.

## Démographie

### Évolution historique de la population dans la localité
| 1948 | 1953 | 1961 | 1971 | 1981 | 1991  | 2011  |
| ---- | ---- | ---- | ---- | ---- | ----- | ----- |
| 341  | 357  | 417  | 489  | 748  | 1 060 | 1 005 |

|  |